# أرنولد كانتر
أرنولد كانتر هو أستاذ جامعي وسياسي أمريكي، ولد في 27 فبراير 1945 في شيكاغو في الولايات المتحدة، وتوفي في 10 أبريل 2010 في بالتيمور في الولايات المتحدة. انتخب United States Under Secretary of State ‏.